# Prix Wolf
Pour les articles homonymes, voir Wolf.
Les prix Wolf sont officiellement attribués tous les ans en Israël par la Fondation Wolf depuis 1978. Cinq ou six prix sont décernés à des artistes et scientifiques vivants d'envergure exceptionnelle, sans considération de nationalité, ethnie, couleur, religion, sexe ou opinion politique, pour des réalisations dans l'intérêt de l'humanité et des relations pacifiques entre les peuples.

## Historique
Le prix est remis par la fondation Wolf, fondée par Ricardo Wolf, inventeur d'origine allemande et ancien ambassadeur de Cuba en Israël. Six prix sont remis, en agriculture, art, chimie, mathématiques, médecine et physique. Chaque prix consiste en un diplôme et 100 000 dollars. Dans la pratique, le prix n'est pas remis toutes les années : par exemple, dans la plupart des catégories, seulement six prix furent remis pendant la décennie des années 2000 et seulement quatre fois en physique pendant cette période.
Les prix Wolf en physique et en chimie sont régulièrement vus comme les plus prestigieux après les prix Nobel,. En médecine, c'est probablement le troisième plus prestigieux après le prix Nobel et le prix Lasker. Jusqu'à la création du prix Abel, le prix Wolf était probablement ce qu'il y avait de plus près d'un « prix Nobel de mathématiques », puisque la médaille Fields est remise tous les quatre ans et seulement à des mathématiciens de moins de quarante ans. Le prix Wolf en agriculture serait équivalent à un « prix Nobel de l'agriculture ».

## Listes des lauréats par catégorie
- Prix Wolf d'agriculture
- Prix Wolf en art
- Prix Wolf de chimie
- Prix Wolf de mathématiques
- Prix Wolf de médecine
- Prix Wolf de physique